# Husgölen (Hjortsberga socken, Blekinge)
Husgölen är en sjö i Ronneby kommun i Blekinge och ingår i Nättrabyåns huvudavrinningsområde. Sjön är 12,8 meter djup, har en yta på 0,032 kvadratkilometer och är belägen 71,2 meter över havet.